# Ben McLachlan
Ben McLachlan (Japans: マクラクラン 勉, Makurakuran Ben) (Queenstown, 10 mei 1992) is een tennisspeler uit Japan. Hij heeft zeven ATP-toernooien gewonnen in het dubbelspel. Hij nam al deel aan enkele grandslamtoernooien. In 2017 veranderde hij van de Nieuw-Zeelandse nationaliteit naar de Japanse.

## Palmares dubbelspel
| Legenda                       | Legenda               |
| ----------------------------- | --------------------- |
| Grand Slam                    |                       |
| Olympische Spelen             |                       |
| tot 2009                      | vanaf 2009            |
| Tennis Masters Cup            | ATP Finals            |
| ATP Masters Series            | ATP Tour Masters 1000 |
| ATP International Series Gold | ATP Tour 500          |
| ATP International Series      | ATP Tour 250          |

| Nr.                              | Datum             | Toernooi         | Ondergrond    | Partner            | Tegenstanders in finale                   | Score               | Details |
| -------------------------------- | ----------------- | ---------------- | ------------- | ------------------ | ----------------------------------------- | ------------------- | ------- |
| Gewonnen finales herendubbel     |                   |                  |               |                    |                                           |                     |         |
| 1.                               | 8 oktober 2017    | ATP Tokio (1)    | Hardcourt     | Yasutaka Uchiyama  | Jamie Murray Bruno Soares                 | 6-4, 7-6(1)         | Details |
| 2.                               | 30 september 2018 | ATP Chengdu      | Hardcourt     | Joe Salisbury      | Robert Lindstedt Rajeev Ram               | 7-6(5), 7-6(4)      | Details |
| 3.                               | 7 oktober 2018    | ATP Tokio (2)    | Hardcourt     | Jan-Lennard Struff | Raven Klaasen Michael Venus               | 6-4, 7-5            | Details |
| 4.                               | 12 januari 2019   | ATP Auckland (1) | Hardcourt     | Jan-Lennard Struff | Raven Klaasen Michael Venus               | 6-3, 6-4            | Details |
| 5.                               | 18 januari 2020   | ATP Auckland (2) | Hardcourt     | Luke Bambridge     | Marcus Daniell Philipp Oswald             | 7-6(3), 6-3         | Details |
| 6.                               | 25 oktober 2020   | ATP Keulen 2     | Hardcourt (i) | Raven Klaasen      | Kevin Krawietz Andreas Mies               | 6-2, 6-4            | Details |
| 7.                               | 8 augustus 2021   | ATP Washington   | Hardcourt     | Raven Klaasen      | Neal Skupski Michael Venus                | 7-6(4), 6-4         | Details |
| Verloren finales herendubbel     |                   |                  |               |                    |                                           |                     |         |
| 1.                               | 11 februari 2018  | ATP Montpellier  | Hardcourt (i) | Hugo Nys           | Neal Skupski Ken Skupski                  | 6-7(2), 4-6         | Details |
| 2.                               | 6 mei 2018        | ATP Istanbul     | Gravel        | Nicholas Monroe    | Dominic Inglot Robert Lindstedt           | 6-3, 3-6, [8-10]    | Details |
| 3.                               | 24 februari 2019  | ATP Marseille    | Hardcourt (i) | Matwé Middelkoop   | Jérémy Chardy Fabrice Martin              | 3-6, 7-6(4), [3-10] | Details |
| 4.                               | 2 maart 2019]     | ATP Dubai        | Hardcourt     | Jan-Lennard Struff | Rajeev Ram Joe Salisbury                  | 6-7(4), 3-6         | Details |
| 5.                               | 23 februari 2020  | ATP Delray Beach | Hardcourt     | Luke Bambridge     | Bob Bryan Mike Bryan                      | 6-3, 5-7, [5-10]    | Details |
| 6.                               | 20 februari 2022  | ATP Marseille    | Hardcourt     | Raven Klaasen      | Denys Moltsjanov Andrej Roebljov          | 6–4, 5–7, [7–10]    | Details |
| Gewonnen challengers herendubbel |                   |                  |               |                    |                                           |                     |         |
| 1.                               | 25 juni 2017      | Todi             | Gravel        | Steven de Waard    | Marin Draganja Tomislav Draganja          | 6-7(7), 6-4, [10-7] |         |
| 2.                               | 24 september 2017 | Gwangju          | Hardcourt     | Ti Chen            | Jarryd Chaplin Luke Saville               | 2-6, 7-6(1), [10-7] |         |
| 3.                               | 12 november 2017  | Kobe             | Hardcourt (i) | Yasutaka Uchiyama  | Jeevan Nedunchezhiyan Christopher Rungkat | 4-6, 6-3, [10-8]    |         |

## Resultaten grote toernooien
| Legenda | Legenda                          |
| ------- | -------------------------------- |
| g.t.    | geen toernooi gehouden           |
| l.c.    | lagere categorie                 |
| –       | niet deelgenomen                 |
| G       | uitgeschakeld in de groepsfase   |
| 1R      | uitgeschakeld in de eerste ronde |
| 2R      | uitgeschakeld in de tweede ronde |
| 3R      | uitgeschakeld in de derde ronde  |
| 4R      | uitgeschakeld in de vierde ronde |
| KF      | uitgeschakeld in de kwartfinale  |
| HF      | uitgeschakeld in de halve finale |
| F       | de finale verloren               |
| W       | het toernooi gewonnen            |
| w-v     | winst/verlies-balans             |

### Dubbelspel
| toernooi             | 2018 | 2019 | 2020 | 2021 | 2022 | 2023 |
| -------------------- | ---- | ---- | ---- | ---- | ---- | ---- |
| grandslamtoernooien  |      |      |      |      |      |      |
| Australian Open      | HF   | 1R   | 1R   | 1R   | 3R   | 3R   |
| Roland Garros        | 1R   | 1R   | 1R   | 2R   | 1R   | 1R   |
| Wimbledon            | KF   | 1R   | g.t. | KF   | 1R   |      |
| US Open              | 1R   | KF   | 1R   | 2R   | 1R   |      |
| ATP Masters 1000     |      |      |      |      |      |      |
| Indian Wells         | 1R   | 2R   | g.t. | 1R   | 1R   | –    |
| Miami                | HF   | 1R   | g.t. | 1R   | 1R   | –    |
| Monte Carlo          | 1R   | 1R   | g.t. | KF   | –    | –    |
| Madrid               | KF   | 1R   | g.t. | 2R   | 1R   | –    |
| Rome                 | –    | 1R   | –    | 2R   | 2R   | –    |
| Montreal/Toronto     | 2R   | –    | g.t. | 1R   | –    |      |
| Cincinnati           | 2R   | –    | –    | 1R   | –    |      |
| Shanghai             | 2R   | –    | g.t. | g.t. | g.t. |      |
| Parijs               | 1R   | –    | 1R   | 1R   | –    |      |
| olympisch            |      |      |      |      |      |      |
| Olympische Spelen    | g.t. | g.t. | g.t. | KF   | g.t. | g.t. |
| statistieken         |      |      |      |      |      |      |
| totaal aantal titels | 3    | 1    | 2    | 1    | 0    | 0    |
| eindejaarsranking    | 18   | 44   | 48   | 37   | 79   |      |